# Lijst van administratieve eenheden in Thái Bình
Deze lijst bevat een overzicht van administratieve eenheden in Thái Bình (Vietnam).
De provincie Thái Bình ligt in het noorden van Vietnam aan de Golf van Tonkin. De oppervlakte van de provincie bedraagt 1546,5 km² en Thái Bình telt ruim 1.868.800 inwoners. Thái Bình is onderverdeeld in een stad en zeven huyện.

## Stad

### Thành phốThái Bình
- Phường Bồ Xuyên
- Phường Đề Thám
- Phường Hoàng Diệu
- Phường Kỳ Bá
- Phường Lê Hồng Phong
- Phường Phú Khánh
- Phường Quang Trung
- Phường Tiền Phong
- Phường Trần Hưng Đạo
- Phường Trần Lãm
- Xã Đông Hòa
- Xã Đông Mỹ
- Xã Đông Thọ
- Xã Phú Xuân
- Xã Tân Bình
- Xã Vũ Chính
- Xã Vũ Đông
- Xã Vũ Lạc
- Xã Vũ Phúc

## Huyện

### HuyệnĐông Hưng
- Thị trấn Đông Hưng
- Xã An Châu
- Xã Bạch Đằng
- Xã Chương Dương
- Xã Đô Lương
- Xã Đông Các
- Xã Đông Cường
- Xã Đông Động
- Xã Đông Dương
- Xã Đông Giang
- Xã Đông Hà
- Xã Đông Hoàng
- Xã Đông Hợp
- Xã Đông Huy
- Xã Đông Kinh
- Xã Đông La
- Xã Đông Lĩnh
- Xã Đông Phong
- Xã Đồng Phú
- Xã Đông Phương
- Xã Đông Quang
- Xã Đông Sơn
- Xã Đông Tân
- Xã Đông Vinh
- Xã Đông Xá
- Xã Đông Xuân
- Xã Đông Á
- Xã Hoa Lư
- Xã Hoa Nam
- Xã Hồng Châu
- Xã Hồng Giang
- Xã Hồng Việt
- Xã Hợp Tiến
- Xã Liên Giang
- Xã Lô Giang
- Xã Mê Linh
- Xã Minh Châu
- Xã Minh Tân
- Xã Nguyên Xá
- Xã Phong Châu
- Xã Phú Châu
- Xã Phú Lương
- Xã Thăng Long
- Xã Trọng Quan

### Huyện Hưng Hà
- Thị trấn Hưng Hà
- Thị trấn Hưng Nhân
- Xã Bắc Sơn
- Xã Canh Tân
- Xã Chí Hòa
- Xã Chi Lăng
- Xã Cộng Hòa
- Xã Dân Chủ
- Xã Điệp Nông
- Xã Đoan Hùng
- Xã Độc Lập
- Xã Đông Đô
- Xã Duyên Hải
- Xã Hoà Bình
- Xã Hòa Tiến
- Xã Hồng An
- Xã Hồng Lĩnh
- Xã Hồng Minh
- Xã Hùng Dũng
- Xã Kim Trung
- Xã Liên Hiệp
- Xã Minh Hòa
- Xã Minh Khai
- Xã Minh Tân
- Xã Phúc Khánh
- Xã Tân Hòa
- Xã Tân Lễ
- Xã Tân Tiến
- Xã Tây Đô
- Xã Thái Hưng
- Xã Thái Phương
- Xã Thống Nhất
- Xã Tiến Đức
- Xã Văn Cẩm
- Xã Văn Lang

### Huyện Kiến Xương
- Thị trấn Thanh Nê
- Xã An Bình
- Xã An Bồi
- Xã Bình Định
- Xã Bình Minh
- Xã Bình Nguyên
- Xã Bình Thanh
- Xã Đình Phùng
- Xã Hòa Bình
- Xã Hồng Thái
- Xã Hồng Tiến
- Xã Lê Lợi
- Xã Minh Hưng
- Xã Minh Tân
- Xã Nam Bình
- Xã Nam Cao
- Xã Quang Bình
- Xã Quang Hưng
- Xã Quang Lịch
- Xã Quang Minh
- Xã Quang Trung
- Xã Quốc Tuấn
- Xã Quyết Tiến
- Xã Thanh Tân
- Xã Thượng Hiền
- Xã Trà Giang
- Xã Vũ An
- Xã Vũ Bình
- Xã Vũ Công
- Xã Vũ Hòa
- Xã Vũ Lễ
- Xã Vũ Ninh
- Xã Vũ Quí
- Xã Vũ Sơn
- Xã Vũ Tây
- Xã Vũ Thắng
- Xã Vũ Trung

### Huyện Quỳnh Phụ
- Thị trấn An Bài
- Thị trấn Quỳnh Côi
- Xã An Cầu
- Xã An Đồng
- Xã An Dục
- Xã An Hiệp
- Xã An Khê
- Xã An Lễ
- Xã An Mỹ
- Xã An Ninh
- Xã An Quí
- Xã An Thái
- Xã An Thanh
- Xã An Tràng
- Xã An Vinh
- Xã An Vũ
- Xã An ấp
- Xã Đông Hải
- Xã Đồng Tiến
- Xã Quỳnh Bảo
- Xã Quỳnh Châu
- Xã Quỳnh Giao
- Xã Quỳnh Hải
- Xã Quỳnh Hoa
- Xã Quỳnh Hoàng
- Xã Quỳnh Hội
- Xã Quỳnh Hồng
- Xã Quỳnh Hưng
- Xã Quỳnh Khê
- Xã Quỳnh Lâm
- Xã Quỳnh Minh
- Xã Quỳnh Mỹ
- Xã Quỳnh Ngọc
- Xã Quỳnh Nguyên
- Xã Quỳnh Sơn
- Xã Quỳnh Thọ
- Xã Quỳnh Trang
- Xã Quỳnh Xá

### Huyện Thái Thụy
- Thị trấn Diêm Điền
- Xã Hồng Quỳnh
- Xã Mỹ Lộc
- Xã Thái An
- Xã Thái Đô
- Xã Thái Dương
- Xã Thái Giang
- Xã Thái Hà
- Xã Thái Hòa
- Xã Thái Học
- Xã Thái Hồng
- Xã Thái Hưng
- Xã Thái Nguyên
- Xã Thái Phúc
- Xã Thái Sơn
- Xã Thái Tân
- Xã Thái Thành
- Xã Thái Thịnh
- Xã Thái Thọ
- Xã Thái Thuần
- Xã Thái Thượng
- Xã Thái Thuỷ
- Xã Thái Xuyên
- Xã Thụy An
- Xã Thụy Bình
- Xã Thụy Chính
- Xã Thụy Dân
- Xã Thụy Dũng
- Xã Thụy Dương
- Xã Thụy Duyên
- Xã Thụy Hà
- Xã Thụy Hải
- Xã Thụy Hồng
- Xã Thụy Hưng
- Xã Thụy Liên
- Xã Thụy Lương
- Xã Thụy Ninh
- Xã Thụy Phong
- Xã Thụy Phúc
- Xã Thụy Quỳnh
- Xã Thụy Sơn
- Xã Thụy Tân
- Xã Thụy Thanh
- Xã Thụy Trình
- Xã Thụy Trường
- Xã Thụy Văn
- Xã Thụy Việt
- Xã Thụy Xuân

### Huyện Tiền Hải
- Thị trấn Tiền Hải
- Xã An Ninh
- Xã Bắc Hải
- Xã Đông Cơ
- Xã Đông Hải
- Xã Đông Hoàng
- Xã Đông Lâm
- Xã Đông Long
- Xã Đông Minh
- Xã Đông Phong
- Xã Đông Quí
- Xã Đông Trà
- Xã Đông Trung
- Xã Đông Xuyên
- Xã Nam Chính
- Xã Nam Cường
- Xã Nam Hà
- Xã Nam Hải
- Xã Nam Hồng
- Xã Nam Hưng
- Xã Nam Phú
- Xã Nam Thắng
- Xã Nam Thanh
- Xã Nam Thịnh
- Xã Nam Trung
- Xã Phương Công
- Xã Tây An
- Xã Tây Giang
- Xã Tây Lương
- Xã Tây Ninh
- Xã Tây Phong
- Xã Tây Sơn
- Xã Tây Tiến
- Xã Vân Trường
- Xã Vũ Lăng

### Huyện Vũ Thư
- Thị trấn Vũ Thư
- Xã Bách Thuận
- Xã Đồng Thanh
- Xã Dũng Nghĩa
- Xã Duy Nhất
- Xã Hiệp Hòa
- Xã Hòa Bình
- Xã Hồng Lý
- Xã Hồng Phong
- Xã Minh Khai
- Xã Minh Lãng
- Xã Minh Quang
- Xã Nguyên Xá
- Xã Phúc Thành
- Xã Song An
- Xã Song Lãng
- Xã Tam Quang
- Xã Tân Hòa
- Xã Tân Lập
- Xã Tân Phong
- Xã Trung An
- Xã Tự Tân
- Xã Việt Hùng
- Xã Việt Thuận
- Xã Vũ Đoài
- Xã Vũ Hội
- Xã Vũ Tiến
- Xã Vũ Vân
- Xã Vũ Vinh
- Xã Xuân Hòa